# 리틀 진더
리틀레 인데르(Little Jinder, 1988년 2월 20일 ~ )는 스웨덴의 싱어송라이터이다.

## 음반 목록
- Break Up (2013)
- Little Jinder (2014)
- Allting suger (2016)
- Hejdå (2018)